# Fal·làcia del punt mitjà
El punt de vista mitjà, punt de vista equidistant o fal·làcia del punt mitjà és aquella fal·làcia que es mostra en el mateix acord o desacord amb tots els punts de vista existents. No sempre resulta ser el més adequat, ja que no tots els punts de vista solen estar igual d'encertats. A més, no totes les mirades o punts de vista es poden quantificar ni valorar en cap escala. Sol ser característic de l'eclecticisme i les teories integradores.
Es distingeix de punt de vista neutral en què aquest no es mostra com un punt de vista intermedi, sinó que mostra uns punts de vista i altres tal com es presenten a si mateixos. Igualment, es distingeix del punt de vista objectiu perquè aquest pot situar-se més a prop d'uns punts de vista o altres en funció de la naturalesa de l'objecte en si mateix. Es diferencia de la negociació perquè no són les parts les que pacten conjuntament quina és la decisió final.

## Fal·làcia del punt mitjà
La fal·làcia del punt mitjà, també anomenada  de l'equidistància, de la moderació o del compromís, és una fal·làcia argumentativa a través de la qual l'interlocutor tracta d'atribuir una suposada credibilitat a una asseveració o una postura pel sol fet que es presenta com a equidistant a la resta de postures, encara que no sigui realment equidistant tan sols, en aquest cas es denomina fals punt mitjà. Sol resultar eficaç pel prejudici cognitiu que ens indueix a pensar que, ja que les postures eclèctiques o integradores solen ser útils per assolir l'acord o el consens, són automàticament encertades, però poden perfectament no ser-ho, ja que el pressupost que la valida és teòricament il·lògic i irracional com a mètode d'interpolació o extrapolació, entre altres coses perquè tan sols es planteja la veracitat de les premisses del sil·logisme.
 Exemples 
 «Joan afirma que la sang és vermella, mentre que Pau afirma que és verda, per la qual cosa ha de ser marró» .
Òbviament és fals, la sang és i seguirà sent vermella digui el que digui el daltonià de Pau.
 «Antoni li roba el cotxe a Josep, i com a venjança aquest li dona una pallissa a Antoni, a la seva mare i al seu germà. Antoni afirma que la represàlia de Josep ha estat desproporcionada, però Josep afirma que s'ha quedat curt, per la qual cosa en realitat és probable que estiguin en paus ».
 «Rosa i Anna diuen ser mares biològiques de Pere, per la qual cosa Pere ha de ser fill biològic de les dues» .
 «Armand i Nicolau diuen ser tots dos propietaris del mateix cotxe, de manera que el just és dividir el cotxe en dues meitats» .
En l'argumentació no ha d'existir un únic punt mitjà, sinó que poden donar-se'n diversos:
 Exemples 
 «Joan afirma que la sang és vermella, mentre que Pau afirma que és verda ...
- Fal·làcies del punt mitjà

 ... per la qual cosa ha de ser marró ». És a dir, la barreja subtractiva.
 ... per la qual cosa ha de ser groga ». És a dir, la barreja additiva.
 ... per la qual cosa ha de ser la meitat vermella i l'altra meitat verda ».
 ... per la qual cosa ha de ser vermella i verda al mateix temps».
 ... per la qual cosa ha de ser unes vegades vermella i altres vegades verda».
De vegades, el fals punt mitjà també es presenta juntament amb la fal·làcia del fals dilema per tal de situar un punt mitjà on no n'hi ha.
 Exemples 
 «Joan afirma que la sang és blava, mentre que Pau afirma que és groga, per la qual cosa ha de ser verda.» .
En aquest cas, la suposició que la sang només pot considerar-se blava i groga ens condueix a pensar erròniament que serà verda.
 «Rosa i Anna diuen ser mares biològiques d'una pedra, de manera que aquesta ha de ser filla biològica de les dues» .
 «Armand i Nicolau diuen ser tots dos amos de la Lluna, de manera que el just és dividir la Lluna en dues meitats» .
Finalment, també és possible observar com, partint d'unes premisses falses, podem arribar a una conclusió encertada aplicant un fals punt mitjà, el que en demostra la irracionalitat com a mètode d'interpolació o extrapolació, si bé aquí rau el fet que de vegades s'hi recorri, ja que es pretén "compensar" les falsedats de les premisses inicials.
Exemples
 «Joan afirma que la sang és magenta, mentre que Pau afirma que és groga, per la qual cosa ha de ser vermella.» .
En aquest cas, la suposició falsa que la sang només pot considerar-se magenta i groga (fal·làcia del tercer exclòs) ens condueix a pensar erròniament que el seu color és la barreja sostractiva dels dos colors, però encertadament que és vermella.

## Retòrica del punt mitjà
La retòrica del punt mitjà o retòrica centrista (de centre o mitjà entre dues suposades posicions o punts de vista) o de discurs moderat és una tècnica demagògica que consisteix a desqualificar l'adversari mostrant la seva mirada com a extremista (d'extrem o posició) o de radical (d'arrel, base o fonamentació), sigui quina sigui aquesta, i per aquest motiu dolenta, falsa o invàlida; en lloc de refutar les seves afirmacions de manera raonada i argumentada pel seu contingut.
Per fer això el subjecte s'atorga un paper autoconsiderat com a conciliador que afirma donar suport a un suposat punt mitjà dins del context de la discussió, de manera que l'altre interlocutor queda posicionat davant de tercers com a "radical" o "extremista", i això li atorga un judici de valor negatiu i indesitjable, valorant simbòlicament la seva argumentació com un punt de vista extrem i, per tant, exacerbat i invàlid.